# ペレーの涙

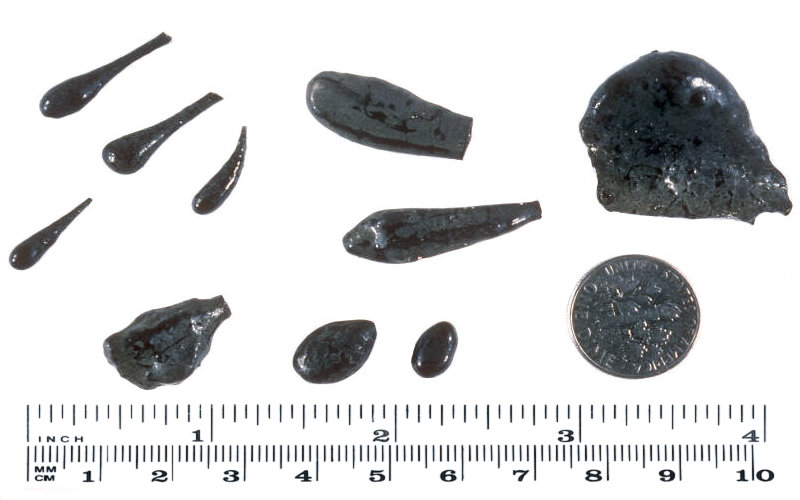
ペレーの涙

ペレーの涙（ペレーのなみだ、Pele's tear）とは、火山の爆発の際にマグマの小さなかたまりが固結したガラス質の粒のことである。火山噴出物の一つ。火山涙（かざんるい）ともいう。
流動性の高いマグマが爆発的に噴火したのち、急冷固結することで形成される。大きさは数ミリメートルから1センチメートル程度のものが一般的である。
玄武岩質のマグマから産するため、ハワイでよく見られる。名前の由来である「ペレー」もハワイの女神の名である。日本では長崎県五島市の鬼岳などごく一部の火山でのみ産する。